# Монастирская операция
Монастирская операция (12 сентября — 11 декабря 1916 года) — военная операция на Салоникском фронте Первой мировой войны. Монастирская операция была предпринята союзными войсками (сербские, британские, французские, итальянские и русские) против войск Центральных держав (болгарские, немецкие и османские) с целью прорыва Салоникского фронта, принудить Болгарию выйти из войны и ослабить давление войск Четверного союза на Румынию. В итоге наступательная операция войск Антанты длилась три месяца и завершилась захватом города Монастир — важного транспортного узла в Македонии.

## Перед наступлением

### Предпосылки
В августе 1916 года Румыния вступила в войну на стороне Антанты и румынская армия начала наступление в Трансильвании. Южную границу с Болгарией прикрывала ослабленная 3-я румынская армия. Предложения французской и русской сторон о совместном ударе по Болгарии, с севера румынской армии и с юга союзными армиями Салоникского фронта было отвергнуто румынским командованием.
Однако союзное командование несмотря на это приняло решение провести наступление в Македонии и таким образом оказать помощь румынской армии и по возможности притянуть как можно больше болгарских войск к Салоникскому фронту. Болгарское верховное командование подозревало о готовящемся крупномасштабном наступлении союзных армий на Салоникском фронте. Начавшиеся 9 августа 1916 года атаки у озера Дойран подтвердили опасения болгарского командования.
В этих условиях болгарское командование приняло решение упредить наступление союзников и нанести удар по армиям Антанты первыми. Планировались две наступательные операции болгарских войск на флангах союзных армий. 17 августа болгарское наступление началось. Болгарские подразделения 1-й и 2-й армий продвинулись на 80—90 км: выйдя к побережью Эгейского моря, захватив Флорину, Кавалу, Серес и Драму. Эти упреждающие удары болгарской армии сорвали союзное наступление. Одновременно с этим положение румынской армии стало тяжёлым. Немецкие, болгарские и османские войска генерала Макензена, а также 3-я болгарская армия генерала Тошева одержали важные победы в Румынии, взяв крепость Тутракан и одержав победу при Добриче.

### Силы сторон
В сентябре 1916 года на Салоникском фронте находились следующие силы Антанты: 6 сербских, 5 британских, 4 французских, 1 итальянская дивизии и 1 русская пехотная бригада. 201 пехотный батальон, 1025 орудий и 1300 пулемётов, всего от 369 000 до 400 000 человек. Активных же бойцов в армиях Антанты было 250 000 до 313 000 солдат и офицеров.
В составе сил Центральных держав на Салоникском фронте находились подразделения 1-й и 2-й болгарских армий и 11-й германской армии. 172 пехотных батальона при 900 орудиях. Всего в армиях Центральных держав от 240 000 до 260 000 солдат и офицеров. Кроме этого на эгейском побережье (от Струмы до границы с Османской империей) находилась 10-я болгарская пехотная дивизия в составе которой находились 25 пехотных батальонов, 31 артиллерийская батарея и 24 пулемёта.
Командующий союзными армиями генерал Саррай планировал, что французские войска продвижением на Флорину и Монастир обойдут правый фланг войск Центральных держав. Также планировалось сковывать как можно больше болгарских и немецких войск в долинах Вардара и Струмы.

## Боевые действия

### Начало наступления
12 сентября после мощной двухдневной артиллерийской подготовки подразделения 3-й сербской армии и французских войск предприняли атаку на позиции 8-й болгарской пехотной дивизии и усиленной пехотной бригады полковника Стефана Тасева. В ходе этих боёв ситуация для болгар стала складываться не благоприятно. 14 сентября болгарские войска отступают к Флорине, оставляя несколько орудий. Сербские войска занимают, оставленный болгарами Горничево. Одновременно с этими боями 12 сентября сербы начали атаки на пик Каймакчалан, а британские войска начали попытки расширить плацдармы на правом берегу реки Струмы.
Западный фланг 1-й болгарской армии должен был держать союзные армии на линии Флорина — Каймакчалан. Однако войска Антанты продолжают своё наступление и 23 сентября французские подразделения входят во Флорину. На пике Каймакчалан 1-й бригада 3-й болгарской пехотной дивизии сдерживала яростные атаки сербских войск при поддержке французской тяжёлой артиллерии. Бои здесь были тяжёлыми для обеих сторон. Гладкие и каменистые склоны хребта не обеспечивали практически никакого укрытия от огня болгарских пулемётов и французской тяжёлой артиллерии.
Неудачи болгарских войск встревожили болгарское и немецкое командования. Вследствие этого были приняты изменения в командной структуре войск Центральных держав. Вместо командующего 1-й болгарской армии генерала Бояджиева 27 сентября был назначен генерал Гешов. Помимо этого на Балканы прибывает германский генерал Отто фон Белов и 16 октября из 1-й болгарской и 11-й немецкой армий формируется группа армий Белова.

### Продолжение наступления
30 сентября после долгих и ожесточённых боёв Дринская дивизия сербской армии сумела захватить пик Каймакчалан. 1-я бригада 3-й болгарской дивизии понесла тяжёлые потери, а её фронт был прорван. При этом болгары потеряли занимаемые позиции и семь орудий. В условиях нехватки артиллерии болгаро-немецкое командование приняло решение не пытаться вернуть утраченные позиции. Командующий 11-й армией генерал Винклер приказал 8-й дивизии, 1-й и 3-й бригадам 6-й пехотной дивизии и двум бригадам 9-й дивизии отойти на новые оборонительные позиции. Потрепанная 1-я бригада 3-й дивизии была реорганизована. Теперь вместо девяти батальонов в составе бригады были пять батальонов, четыре смешанные роты, одна сапёрная рота и семь горных орудий.
Новые оборонительные линии от озера Преспа занимали три отдельные пехотные бригады (9/2, 2/6 и 1/6 отдельные пехотные бригады), далее до высот восточнее реки Черны 8-я пехотная дивизия, а до высот Мала Рупа 1/3 пехотная бригада. Далее на восток позиции занимала 11-я армия и остатки 3-й пехотной дивизии.

### Бои на струмском направлении
Для того, чтобы ослабить давление на болгарские и немецкие войска к западу от Вардара, генерал Тодоров принял решение силами 7-й пехотной дивизии занять позиции для атаки у реки Струмы. Однако болгарское командование не дало разрешение Тодорову атаковать. Это дало возможность подразделениям 10-й британской пехотной дивизии укрепить свои позиции на левом берегу Струмы, у села Каракёй. 3 октября подразделения 10-й пехотной дивизии атакуют позиции 13-го болгарского пехотного полка у деревни Йеникёй. Бой продолжался целый день, к болгарам прибыло подкрепление в виде 14-го пехотного и 17-го артиллерийского полков. Деревня несколько раз переходила из рук в руки. Всё же болгарам в конце дня в ходе ожесточённой рукопашной схватки удалось вернуть село под свой контроль.
В ходе ночной и последней атаки британским войскам всё-таки удалось захватить село. Обе стороны понесли тяжёлые потери от меткого ружейного и артиллерийского огня. После этого боя 13-й полк был реорганизован, вместо 5 батальонов в полку было сформировано 4 батальона. После этого 4 октября болгары занимают позиции на высотах восточнее. После этих боёв никаких серьёзных столкновений на струмском направлении отмечено не было.

### Подготовка к решающим боям
Во время этих боёв силы Болгарии были на пределе. Болгарская армия одновременно контролировала территории и вела боевые действия в Албании, Македонии и Добрудже. В этих условиях болгарское командование обратилось к германским союзникам с просьбой оказать помощь на Салоникском фронте. Однако из-за тяжёлых боёв на Сомме и ликвидации последствий наступления Брусилова, Германия не имела возможности оказать помощь болгарским союзникам. В итоге германское и болгарское командования обратились за помощью к Османской империи. Немцам и болгарам удалось убедить Энвер-пашу прислать турецкие войска на Салоникский фронт. В октябре 1916 года на позиции в районе реки Струмы прибыла 50-я турецкая пехотная дивизия (11 900 человек). Позже прибыла 46-я пехотная дивизия (12 600 человек), оба турецких подразделения сформировали 20-й армейский корпус, который находился в Македонии до мая 1917 года. Эта помощь османских союзников, позволила освободить некоторые болгарские подразделения для укрепления 11-й армии.
30 сентября генерал Жоффр проинформировал генерала Саррая о планирующемся наступлении румынских войск под командованием генерала Авереску в Добрудже против 3-й болгарской армии и планах форсирования Дуная между Русе и Тутраканом.
Командующий союзными войсками на Салоникском фронте планирует решительным ударом по 11-й армии, прорвать фронт и энергичным наступлением, вместе с русско-румынскими войсками, наступающими с севера вывести Болгарию из войны.
4 октября французские и русские войска перешли в атаку в направлении Монастира, а 1-я и 3-я сербские армии нанесли удар у Черны. 2-я сербская армия атаковала позиции 3-й болгарской дивизии в направлении Добро Поле. Войска Антанты имели 103 пехотных батальона и 80 артиллерийских батарей против 65 пехотных батальонов и 57 артиллерийских батарей армий Центральных держав.

### Бои на Черне и захват Монастира
Битва на реке Черна началась с попыток сербских войск закрепиться на её северном берегу. Первоначально продвижение сербских войск было медленным, а западнее атаки русских и французов были отбиты. В течение следующих недель происходили многочисленные атаки союзников и контратаки болгар. Постепенно темп союзного наступления возрастал из-за превосходства армий Антанты в артиллерии. Болгарское и немецкое командование пытались стабилизировать положение переброской на данный участок подразделений 1-й и 2-й болгарских армий.
За время боёв на Черне четыре немецких и 14 болгарских пехотных полков активно участвовали в боевых действиях. В конце октября русским и французским войскам всё же удалось прорвать фронт. Однако вскоре снова были остановлены войсками центральных держав. В это время наступления союзников у Монастира поддерживала и итальянская пехотная дивизия.
Генерал Отто фон Белов принял решение оставить Монастир. 18 ноября, когда ещё продолжались ожесточённые бои, генерал Винклер отдал приказ подразделениям 11-й армии занять новые оборонительные позиции к северу от города. Болгарский командующий Никола Жеков был против решения немецкого командования, однако помешать германскому командованию не смог. 19 ноября французские и русские войска вошли в Монастир.
Болгарские войска создали новую линию обороны, которая проходила по пику Красная стена — высота 1248 — высота 1050 — Маково — Градешница. После этого союзные войска предприняли попытку прорвать эту новую линию обороны, однако из-за нехватки сил и усталости войск все атаки сербских и французских войск были отбиты. Линия фронта стабилизировалась, 11 декабря союзное командование прекратило наступление.

## Итоги наступления
В ходе операции по захвату Монастира, союзные армии потеряли около 50 000 человек убитыми, ранеными и пленными (наибольшие потери понесла сербская армия). Кроме этого около 80 000 человек умерли и заболели в ходе эпидемии малярии, для многих требовалась эвакуация с Салоникского фронта. В итоге общие потери Антанты составили 130 000 человек, что составляло 30 % сил союзников на Балканах. Союзные армии продвинулись в среднем на 50 км на север и захватили важный транспортный узел в Македонии. Однако это не спасло румынскую армию от поражений и Болгария не была выведена из войны.
Болгарские и немецкие войска потеряли 61 000 человек убитыми, ранеными и пленными. Новая линия обороны прошла севернее Монастира и болгарская артиллерия доминировала над городом. Эта линия обороны сохранилась практически до самого окончания боевых действий на Салоникском фронте.
Помимо этого впервые после отступления с территории своей страны, сербская армия сумела вступить на территорию Сербии. Болгарское и немецкое командования в целом также были удовлетворены окончанием кампании 1916 года, а командующий болгарской армии генерал Жеков назвал бои на Черне «легендарными» с точки зрения прочности болгарской обороны.